# Andrzej Supron

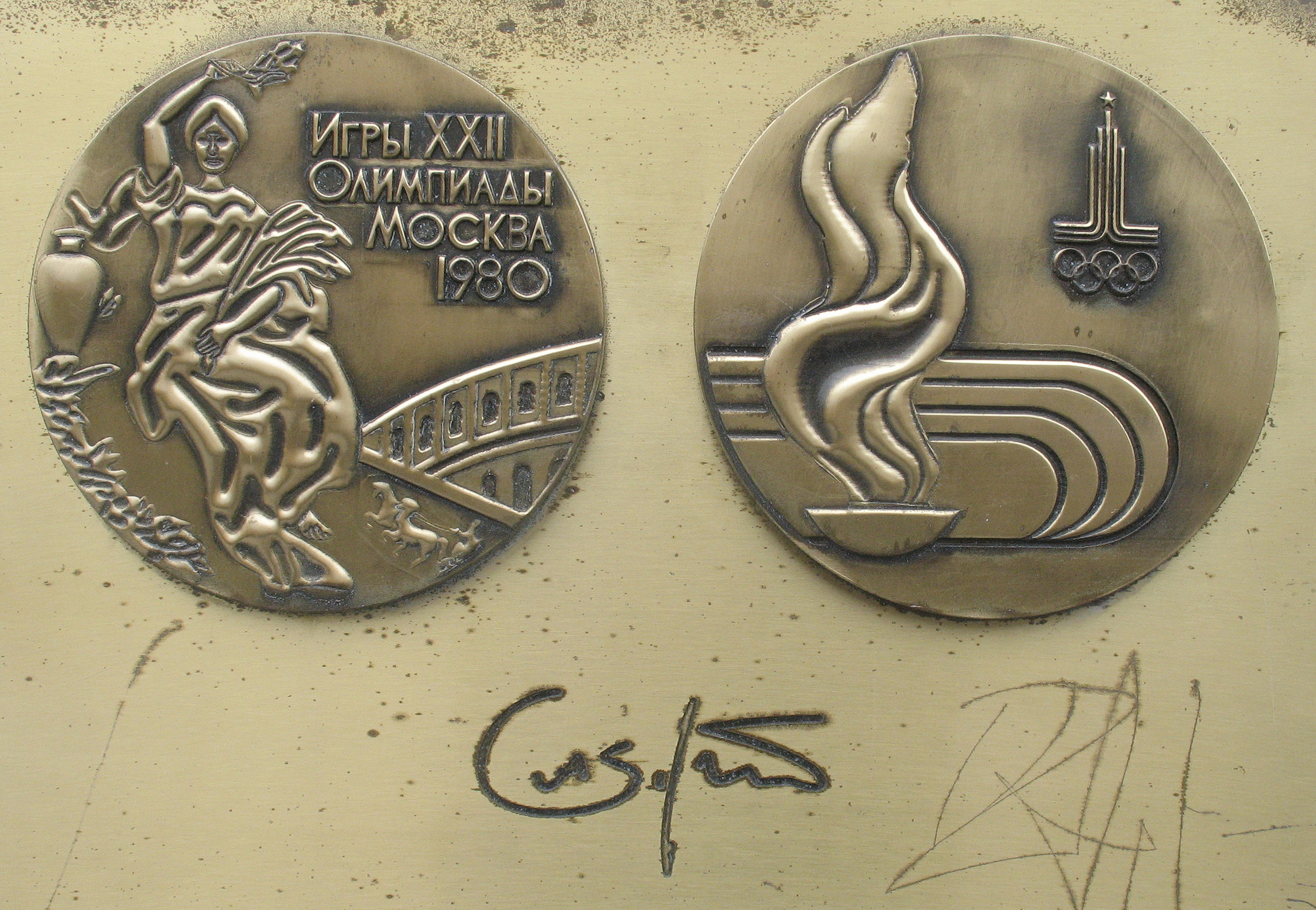
Copie A. Supron médaille et autographe Stars Avenue dans le sport Dziwnów

Andrzej Supron (né le 22 octobre 1952 à Varsovie) est un lutteur polonais.

## Palmarès

### Jeux olympiques
- Médaille d'argent en poids légers aux Jeux olympiques de 1980 à Moscou
- 5e en poids légers aux Jeux olympiques de 1976 à Montréal
- participation aux Jeux olympiques de 1972 à Munich

### Championnats du monde
- Médaille d'argent en catégorie des poids welters en 1983
- Médaille d'argent en catégorie des poids welters en 1982
- Médaille d'or en catégorie des poids légers en 1979
- Médaille d'argent en catégorie des poids légers en 1978
- Médaille d'argent en catégorie des poids légers en 1975
- Médaille de bronze en catégorie des poids légers en 1974

### Championnats d'Europe
- Médaille d'argent en catégorie des poids welters en 1983
- Médaille d'or en catégorie des poids welters en 1982
- Médaille de bronze en catégorie des poids welters en 1981
- Médaille de bronze en catégorie des poids légers en 1979
- Médaille d'or en catégorie des poids légers en 1975
- Médaille d'argent en catégorie poids des légers en 1974
- Médaille de bronze en catégorie des poids des légers en 1972

## Récompenses et distinctions
- Andrzej Supron est décoré de la Croix de Chevalier dans l'Ordre Polonia Restituta par le président Lech Wałęsa.